# باتريس هالجاند
باتريس هالجاند (بالفرنسية: Patrice Halgand)‏ مواليد 2 مارس 1974 في فرنسا، هو دراج فرنسي في صنف سباق الدراجات على الطريق.

## سجل النتائج

### سباقات أو مراحل فاز بها
- طواف فرنسا

## روابط خارجية
- باتريس هالجاند على موقع الاتحاد الدولي للدراجات (الإنجليزية)
- باتريس هالجاند على موقع أرشيف الدراجات (الإنجليزية)
- باتريس هالجاند على موقع إحصائيات الدراجات الإحترافية (الإنجليزية)
- باتريس هالجاند على موقع نسبة الدراجات (الإنجليزية)